# Bataille du col de Banyuls
Guerre du Roussillon
Batailles
La bataille du col de Banyuls est une bataille qui opposa la République française au royaume d'Espagne durant les guerres de la révolution.

## Contexte
À la suite de l'avance de l'armée espagnole, le général Ricardos décida de se couvrir en s'emparant des cols des Albères.

## La bataille
Le général Ricardos décide de s'emparer du Col de Banyuls. Les troupes françaises peu entrainées sont vite défaites et s'enfuient vers Port-Vendres.